# 共同配船
共同配船とは、特定航路で輸送サービスを提供する定期船企業が、相互に一定のスペースを融通し、コンテナ船やRO-RO船を運航することである。現在、日本の地方港湾でも、外国船社同士による共同配船が多く見られる。コンソーシアム。スペース・チャーター方式。
複数の定期船企業がスペースの相互利用を通じて合理的な輸送活動を展開すること。スペースの増加に加えて、効率的な船腹利用やコスト削減など合理化による輸送方法を駆使し、高質な輸送サービスを提供するための手段。

## メリット
- 自社保有船舶の隻数集約による、船腹利用の最大化（積載率の向上）と貨物当たりの輸送コスト削減。
- 輸送範囲の広域化による、集荷貨物の単位当たりコストの削減と集荷能力の強化。
- より少数の船舶で高頻度の配船を確保することで、より高質な輸送サービスを提供できる。
- 自社単独配船では寄港できない港もカバーできる。
- 当該船社間で相互利益を確保できる。

## 特徴
自社船舶を運航しない共同配船
同一航路で共同配船を展開している船会社のうち、実際に自社船舶を運航している船会社は一方のみの場合もある。その場合、自社船舶を運航していないもう一方の船会社は、自社分として確保されている船腹に対して船荷証券を発行し、BOOKINGを受け、当該航路の定期船サービスを提供する。
運航スケジュールは本船運航船社が決定
複数船社による運航の場合、それぞれの運航スケジュールは本船運航船社が決定し、他社に決定権は無い。例えば、釜山港と日本の地方港湾を結ぶ定期航路には、高麗海運と興亜海運による共同配船となっていることが多く見られるが、当該港への寄港曜日、あるいは両港運航の途中に他のどの港に寄港するかは、本船運航船社が決定する。しかしながら、運航船社の違いによって当該航路の所要日数に大きな差が出たり、定曜日サービスが維持できないような運航スケジュールが組まれてしまうと、当該航路全体に不利益になり共同配船のメリットがなくなってしまう為、ある程度は両社の調整が必要となる。
積取シェアの設定
船腹スペースについては、予め積取シェア（参画船社ごとに割り当てられるスロット数）が設定されており、BOOKINGを受けた船社は他社分のスペースへ割り込んで積載することはできない。
コンテナターミナルへの共同出資、海上コンテナ・シャーシの共有
コンテナターミナルへの出資によりバースウィンドウを共用するということも、欧州のターミナルでは見られる。また、輸送コンテナやシャーシを共同利用することも理論上は可能であるが、当該船社間でもコンテナ船の営業部門はそれぞれ別に活動していることが多く、非効率な面もある為、現実的には成立しにくい。
寄港地数の増加による荷主要望の実現
荷主としては、目的港に直接船を寄港させて欲しいと考えるのに対し、船社側は積み荷の行き先全ての港に寄港していると時間と運航コスト（燃料費、入出港費など）がかかる上、昨今の船舶の大型化による積み荷の増加がもたらすスケールメリットにより、コンテナ1本当たりの運賃が下がっている為、1船当たりの寄港地を減らしたいと考える。そこで他の船社との共同配船を行うことで、週当たりの便数を増やして多くの港に寄港できるようにするのである。
共同集荷、共同荷役の可能性
共同配船を行う船社間で集荷能力に格差がある場合、共同集荷体制を構築することで、積載貨物の増加につなげることができる。また、港湾施設においても、共同荷役を行うことで、ターミナル機能のソフト面を強化することができる。

## 日本の地方港サービスにおける課題と共同配船の必要性
現在日本の地方港サービスを展開する韓国船社側から見た課題として、輸出では、メーカーが1、2社しかない港では、そのメーカーの事情に左右されるという、大きなリスクを負っている一方で、輸入は人口の多い都市の港でないと船が来ない。人口が多い地方都市の港はある程度採算に乗っているが、そうでない往復航コンテナ・インバランスにより採算の取れていない港にも自社船を1社単独で寄港させるのは不可能である。また、船舶の大型化により従来は地方港に寄港する船も200～300TEUであったのが、現在は400TEUから大きいもので700TEUクラスの船もある。このクラスの船はワンポート、ツーポートでは船腹が埋まらない為どうしても寄港地の数が増え、負担が増える。そういった背景から、無用なシェアの取り合いは避け、お互いに条件の合う船会社同士が共同配船で航路を維持する方法を見つけていかなければならない。